# Kapel te Wachene

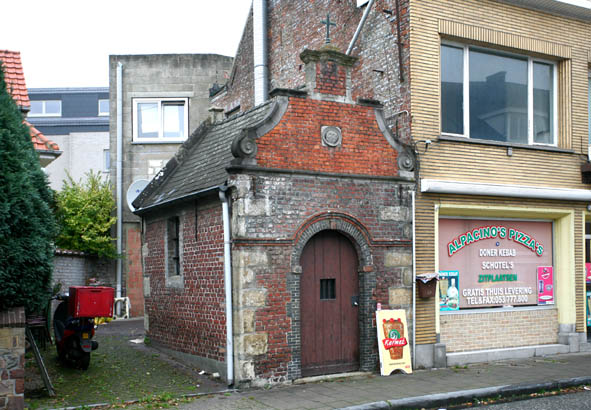
Kapel te Wachene

De Kapel te Wachene is een kapel in de tot de Oost-Vlaamse gemeente Aalst gelegen plaats Hofstade, gelegen aan de Hoogstraat.
Deze kapel was vroeger verbonden aan het Kasteel te Wachene. Wanneer de eerste kapel gebouwd werd is niet bekend, maar wél is bekend dat in 1574 er drie missen wekelijks gelezen werden.
De huidige kapel is van 1779. Hij heeft een rechthoekige plattegrond en wordt gedekt door een zadeldak. De voorgevel is een klokgevel met op de top nog een klein verhoginkje dat wordt gesierd door een eenvoudig kruis.
In de kapel bevindt zich een —mogelijk 17e-eeuws— Mariabeeld. Ook is er een portiekaltaar in rococostijl.